# Pinyon-Kiefern

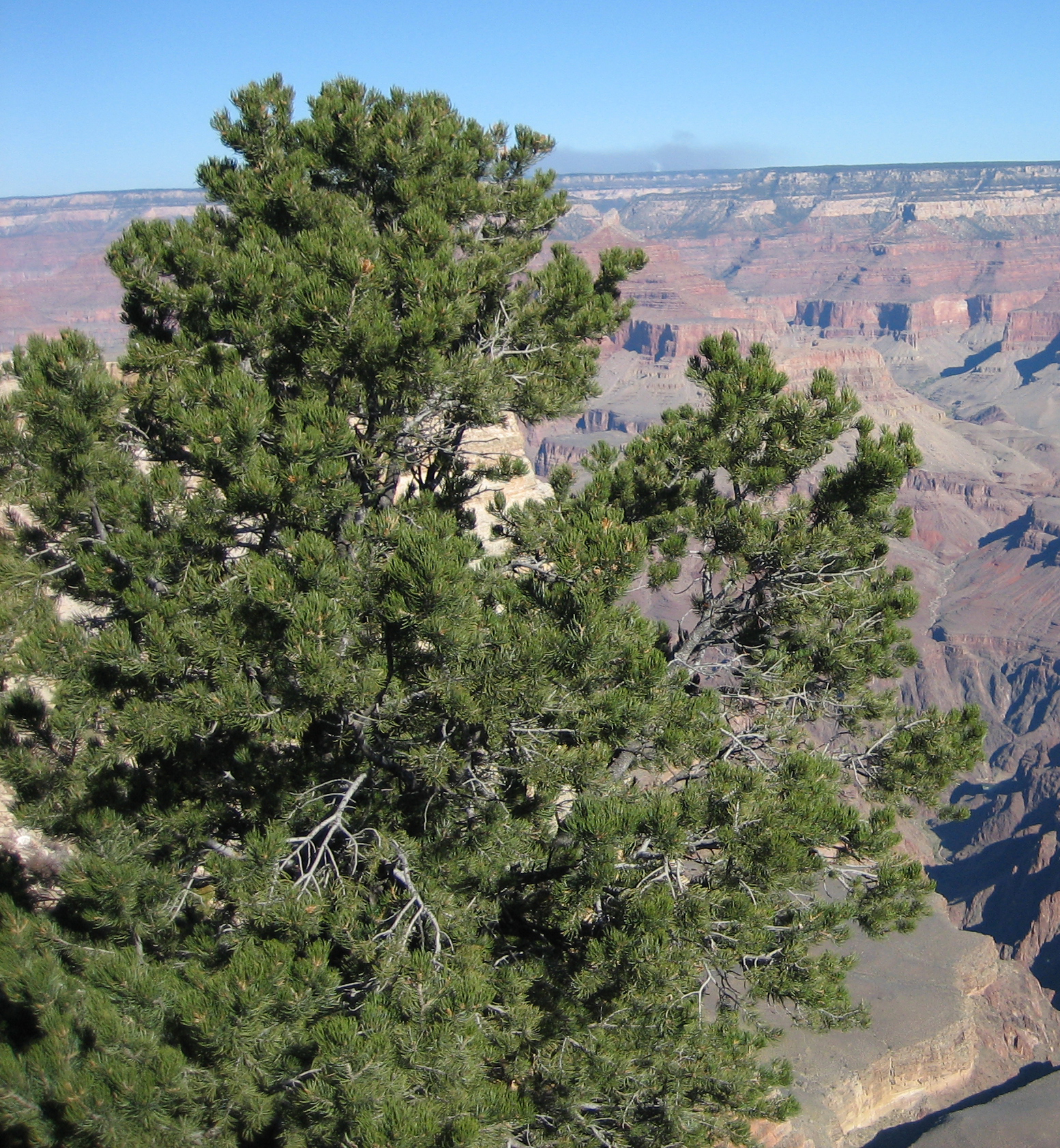
Pinus edulis

Die Pinyon-Kiefern (engl. Piñon Pines oder Pinyon Pines) sind eine im Sinne einer Pflanzengesellschaft gebildete Artengruppe niedrigwüchsiger Kiefernarten der nordamerikanischen Halbwüsten.
Die Gruppe besteht aus folgenden vier Arten:
- Mexikanische Pinyon-Kiefer (Pinus cembroides Zucc.)
- Colorado-Pinyon-Kiefer (Pinus edulis Engelmann)
- Einblättrige Kiefer oder Nuss-Kiefer (Pinus monophylla Torr. & Frem.)
- Pinus quadrifolia

Zusammen mit verschiedenen Wacholderarten bilden sie an Hängen lockere Gebüsche, das Strauch-Grasland der Juniper-Piñon. Sie sind im Südwesten der USA und im Norden Mexikos verbreitet. Die Samen sind essbar und wurden von den verschiedenen Indianerstämmen gesammelt. Ihr Holz wird von den Navajo (Diné) zum Bau ihrer traditionellen Rundhäuser (Hogans) verwendet.